# Rudolf Schieber
Rudolf August Friedrich Schieber (* 15. April 1901 in Bopfingen; † 30. November 1965 in Bopfingen) war ein deutscher Unternehmer.

## Leben
Schieber war Gründer der Chemischen Fabrik Dr. Rudolf Schieber in Bopfingen, die er zu einem führenden Hersteller von Klebstoffen aufbaute. 1945 sorgte er für die kampflose Übergabe Bopfingens. 1963 wurde er zum Präsidenten der IHK Heidenheim gewählt.
Seit 1920 war Schieber Mitglied der Burschenschaft Alemannia Stuttgart.

## Ehrungen
- 1954: Verdienstkreuz 1. Klasse der Bundesrepublik Deutschland